# 深溝水源生態園區
深溝水源生態園區，是位於臺灣宜蘭縣員山鄉員山路的水源區，供應宜蘭縣溪北地區（蘭陽溪以北地區）的民生用水。
深溝地區因伏流水豐沛，於1931年日治昭和六年，開闢為宜蘭自來水的水源區，1945年中華民國接管臺灣後政府陸續擴建淨水場，園區用心經營維持與大自然平衡共生，保護物種豐富的生態環境，及具有歷史意義的淨水設施，自2003年推動「藍與綠」計畫至今，持續提升環境品質，建立以「水」與「原生溼地植物」為中心的水源生態博物館，並且預計2011年與宜蘭大學簽訂產學合作發展環境教育場所。
深溝水源生態園區廣達23公頃，是目前台灣占地面積最大的水源區，園區僅2公頃的人工設備，大片原始涵養林、水池、水道，至今未經人為破壞，水池、水道與湧泉的「藍」，及草地樹群的「綠」是園區最大的特色。另外，園區除了具有豐富多樣的自然資源和清澈甜美的水質，並且建置自來水文史館，陳列與保存水廠時代的舊文物，並且展示宜蘭自來水供應演變與歷史發展史。

## 外部連結
- 深溝水源生態園區- 台灣自來水公司【第八區管理處】 （页面存档备份，存于）
- 文化部地方文化館
- 深溝水源生態園區開放取水時間公告-台灣自來水公司【第八區管理處】
- 經濟部第一個環境教育設施場所
- 深溝水源生態園區好夯　台水三喜臨門.NOWnews 今日新聞.2012-05-20
- 深溝水源地——文化部文化資產局 （页面存档备份，存于）